# Ganjia
Ganjia (chinesisch 甘加镇, Pinyin Gānjiā Zhèn) ist eine Großgemeinde im Kreis Xiahe des Autonomen Bezirks Gannan der Tibeter im Südosten der nordwestchinesischen Provinz Gansu. Sie befindet sich ca. 30 km nördlich von Xiahe bzw. etwa 140 Kilometer südwestlich der Provinzhauptstadt Lanzhou auf einer Höhe von um 3000 m und darüber. Die Anzahl der Einwohner beträgt über 7000. 2017 wurde aus der Gemeinde Ganjia (甘加乡) eine Großgemeinde (镇). Der Ort liegt am Südrand des Dalijia-Gebirges (Dalijia Shan), nördlich des Flusses Yangqu (央曲河), im Westen befindet sich das Ganjia-Becken. Die Gegend ist nur dünn besiedelt. Das Gebiet besteht hauptsächlich aus Grasland, angebaut werden Gerste, Raps und Hafer. Die archäologische Stätte der „achteckigen Stadt“ (Bajiaocheng 八角城) aus der Zeit der Tang-Dynastie bis Yuan- und Ming-Dynastie im Dorf Bajiao (八角村) steht seit 1981 auf der Liste der Denkmäler der Provinz Gansu, seit 2006 auf der Liste der Denkmäler der Volksrepublik China. Auf dem Gebiet der Großgemeinde befinden sich das Baishiya-Kloster (白石崖寺), ein Filialkloster von Labrang. In seiner Nähe wurde in der Baishiya-Karsthöhle ein Unterkiefer des Denisova-Menschen entdeckt.